# Womanizer (sextoy)
Le Womanizer est une gamme de sextoys sous forme de vibromasseurs destinés à la stimulation sexuelle de la région génitale féminine. Membre du groupe Lovehoney, Womanizer fabrique des produits de plaisir basés sur la technologie brevetée « Pleasure Air Technology ».

## Histoire
Le premier masseur clitoridien Womanizer a été créé en 2014 en Bavière, en Allemagne, par Michael Lenke,,. Lenke s'est inspiré d'une étude concluant qu'environ la moitié des femmes rencontrent des difficultés à atteindre l'orgasme. Le développement a duré environ deux ans et son épouse Brigitte a participé aux tests des prototypes. Les premiers prototypes de Lenke fonctionnaient avec des pompes d'aquarium modifiées, conçues pour créer un massage et une aspiration clitoridienne. La même année, l'entreprise a lancé son premier produit, le W100, doté de la technologie brevetée Pleasure Air. Dès l'année suivante, Womanizer a été distribué à l'international. Le W100 a été reconnu comme le « Meilleur nouveau produit féminin de l'année » aux ETO-Awards 2015.
En 2017, Johannes Plettenberg est devenu le fondateur et PDG de Womanizer Group Management GmbH.
En 2018, Womanizer a fusionné avec le fabricant canadien de sex-toys We-Vibe. WOW Tech Group a été formé grâce à la fusion.
Lors du prix EAN Erotix 2019, la marque a été reconnue comme la meilleure gamme de produits de luxe et comme la plus attrayante pour le grand public.
Aux ETO Awards 2020, Womanizer est devenue la meilleure marque de luxe.
En 2020, Womanizer, en collaboration avec Lunette, a lancé la Menstrubation Study, une étude clinique visant à déterminer si la masturbation peut soulager les douleurs menstruelles.
En 2021, WOW Tech Group a fusionné avec le fabricant et distributeur de produits de plaisir Lovehoney pour former Lovehoney Group. Womanizer fait partie du portefeuille de marques du groupe Lovehoney. La même année, la marque a lancé le « Pleasure Fund », qui implique un investissement de 250 000 euros dans la recherche sur la santé sexuelle féminine et le plaisir sexuel.
Womanizer a remporté le prix « Best of Best » dans la catégorie « Marque de produit de l'année » au German Brand Award 2021.

## Technologie
Selon les critiques du Berliner Zeitung, du magazine Glamour et du magazine Vice, la technologie « Pleasure Air » du Womanizer est considérée comme une première sur le marché des sex-toys. Au lieu d'un simple mécanisme de vibration, le Womanizer repose sur des vibrations d'air. Il est équipé d'une petite fenêtre d'aération qui s'ouvre et se ferme aussi rapidement qu'un battement d'ailes de colibri,,.
La technologie brevetée Pleasure Air utilise des changements de pression d'air pour masser doucement les terminaisons nerveuses clitoridiennes sensibles sans contact, ce qui signifie que les 8 000 terminaisons nerveuses du clitoris ne sont jamais surstimulées.
La marque possède également d'autres fonctionnalités brevetées telles que le pilote automatique et le Smart Silence. En 2019, Womanizer a lancé un produit doté de la technologie Pleasure Air pour la stimulation du clitoris et des vibrations internes pour le point G.
Le Womanizer OG est doté de la technologie Pleasure Air pour le point G ainsi que de vibrations internes. Womanizer met également l'accent sur la durabilité avec un sex-toy Premium Eco breveté fabriqué à partir de matériaux Biolene biodégradables.

## Réception
Le site suisse Blick.ch qualifie Womanizer de « sex-toy féminin le plus vendu au monde ».
La célèbre chanteuse britannique Lily Allen a mentionné Womanizer dans ses mémoires de 2018, My Thoughts Exactly . Elle a rejoint Womanizer en tant que directrice de la libération de 2020 à 2023. Womanizer et Lily Allen ont également collaboré à la création de l'édition spéciale Lily Allen Liberty, conçue pour être discrète et adaptée aux voyages. Aux PR Week Global Awards 2021, Liberty Lily Allen a été finaliste,,,